# 亀田町停留場
亀田町停留場（かめだちょうていりゅうじょう）は、かつて函館市亀田町にあった函館市交通局（現・函館市企業局交通部、函館市電）本線の停留所である。

## 周辺
- 国道5号
- 函館亀田郵便局

## 歴史
- 1954年（昭和29年）11月20日 - 本線亀田（後のガス会社前） - 鉄道工場前延伸と同時に開業[1]。
- 1978年（昭和53年）11月1日 - 本線ガス会社前 - 五稜郭駅前間廃線により停留所廃止。廃駅となる[1]。

## 隣の停留場
函館市交通局
本線（1978年11月1日廃止）
ガス会社前停留場 - 亀田町停留場 - 大野新道停留場